# Ugra-Karma
Ugra-Karma es el segundo álbum de estudio de la banda finlandesa de black metal Impaled Nazarene. Fue publicado el 1 de diciembre de 1993 por el sello Osmose Productions, aunque en 1998 fue reeditado con dos canciones adicionales (del EP Satanic Masowhore). Esta reedición contaba con una portada diferente de la original, obra de Madame Koslovsky, ya que fue usada sin permiso. Este hecho le costó una demanda a Osmose Productions.
Ugra-Karma es un término sánscrito que denota una acción dañina o malvada. Literalmente significa "destruye tú karma".
- Datos: Q2474069